# Charles Rochon
Charles Rochon, né à Québec en 1673 et mort en Louisiane française en 1733, est un colon et trappeur canadien et un des fondateurs de la ville de Mobile.

## Biographie
Charles Rochon accompagna Henri de Tonti dans son expédition en Nouvelle-France et le long du fleuve Mississippi. 
En 1701, Charles Rochon participe avec les frères canadiens français Pierre Le Moyne et Jean-Baptiste Le Moyne de Bienville, à la création de l'établissement français de La Mobile, alors connue sous le nom de Fort Louis de la Louisiane, près de la rivière Mobile, comme première capitale de la colonie française de la Louisiane. Bienville devient le gouverneur de la Louisiane française en 1701.
En 1706, Charles Rochon en compagnie d'autres colons (Pierre LeBoeuf, Gilbert Dardenne et Claude Parent) établissent le site au bord de la bouche de la rivière Mobile. 
En 1711, Charles Rochon quitte le site de Mobile pour s'installer sur un territoire le long de la rivière au Chien qu'il transformera en une riche plantation.

## Généalogie
Charles Rochon était marié à Henriette Colon, fille de Catherine Exipakinoea une Kaskaskia, elle-même née d'un père huron de la région des grands lacs du nom de Jean Baptiste (dit "LaViolette"). Ils eurent plusieurs enfants dont Pierre Rochon qui se maria avec une esclave affranchie et devint le père de Rosette Rochon.